# Luise von Savoyen

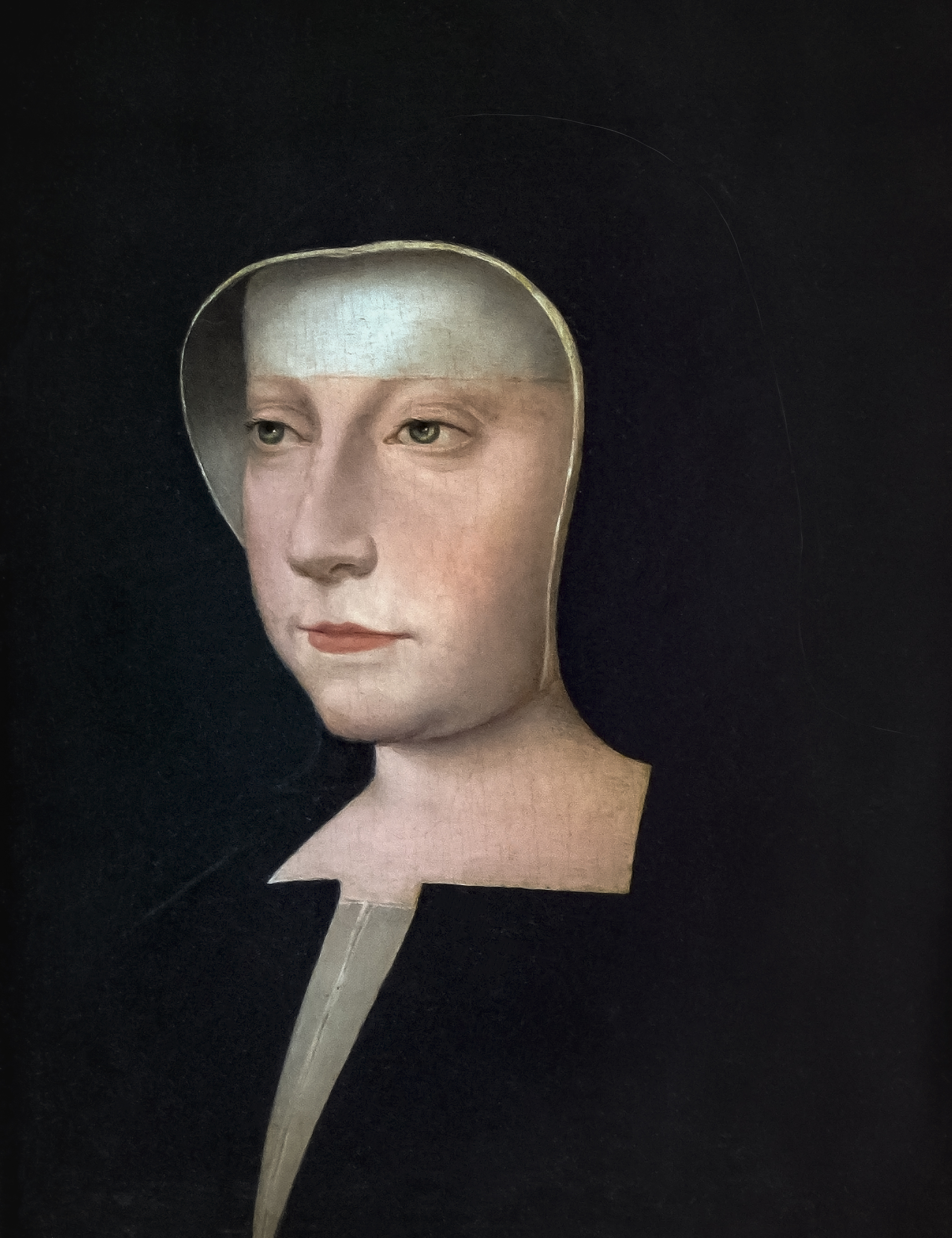
Luise von Savoyen, Bildnis von Jean Clouet

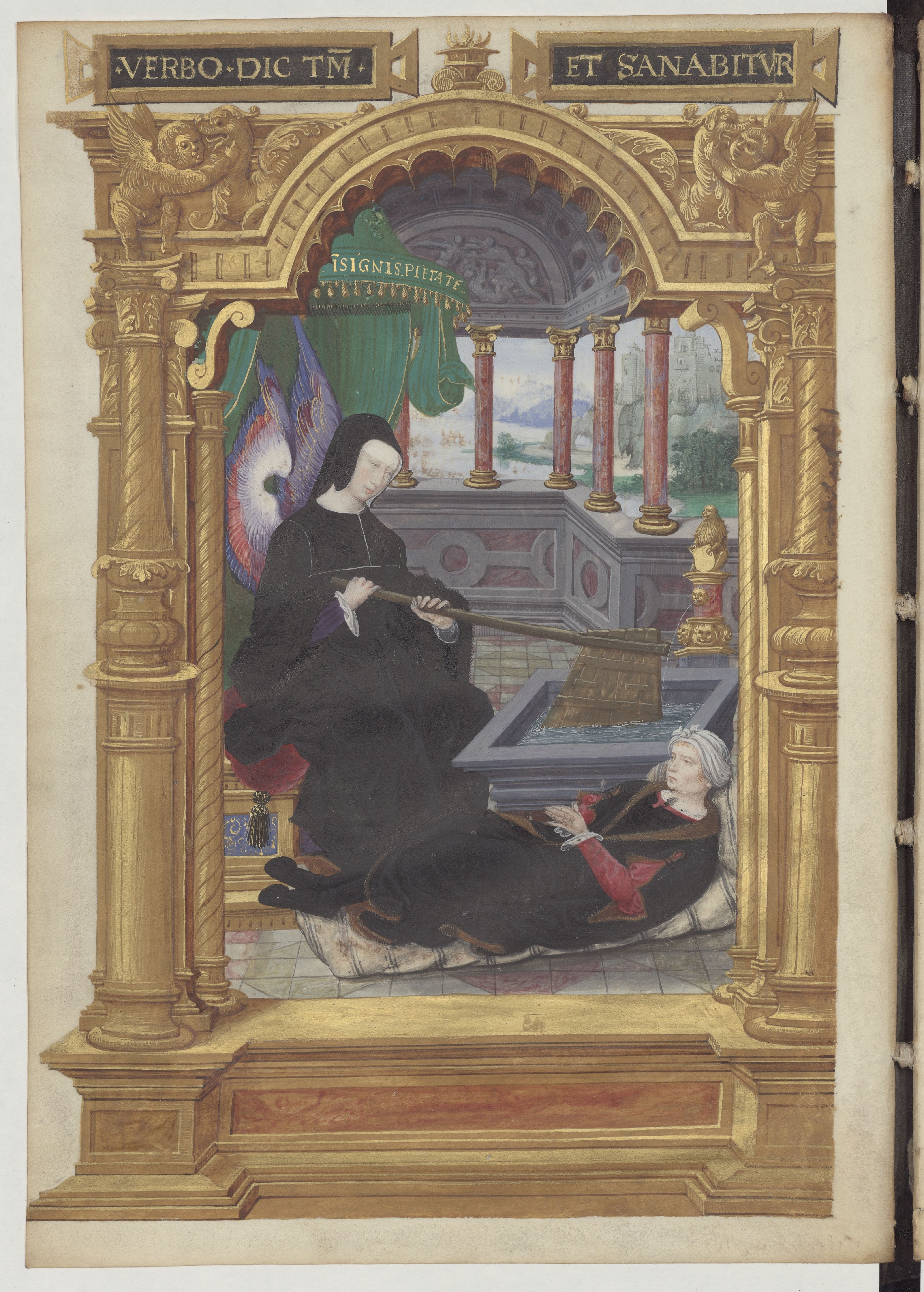
Die Regentin übernimmt das Staatsruder; anonymer Maler des 16. Jahrhunderts

Luise von Savoyen (französisch Louise de Savoie; * 11. September 1476 im Schloss von Pont-d’Ain; † 22. September 1531 in Grez-sur-Loing) war durch Heirat mit Charles de Valois-Orléans Gräfin und ab 1515 Herzogin von Angoulême. Als Mutter des französischen Königs Franz I. nahm sie auf seine Politik wesentlichen Einfluss. Während der Italienfeldzüge ihres Sohnes war sie Regentin von Frankreich (1515 bis 1516 und 1525 bis 1526).

## Leben
Luise war die Tochter Philipps II., Graf von Bresse aus dem Haus Savoyen, der später Herzog von Savoyen wurde. Durch ihre Mutter Marguerite de Bourbon war sie eine Nichte von Pierre, seigneur de Beaujeu, später Herzog von Bourbon.
Im Alter von dreizehn Jahren wurde sie 1490 mit Charles de Valois-Orléans, Graf von Angoulême, einem Urenkel Karls V. von Frankreich, verheiratet. Als der Graf 1496 starb, hinterließ er Luise mit zwei Kindern, Margarete (1492–1549) und Franz (1494–1547). Die Thronbesteigung des kinderlosen Ludwig XII. machte Franz zum voraussichtlichen Nachfolger auf dem französischen Thron. Luise brachte ihre Kinder an den Hof und erhielt Amboise als Residenz. Sie lebte von nun an in der Angst, dass Ludwig einen Sohn haben könnte, daher gab es eine geheime Rivalität zwischen ihr und der Königin Anne de Bretagne. Die zwischen Luise und König Ludwig ausgehandelte Hochzeit ihres Sohnes mit der Königstochter Claude konnte daher erst einige Monate nach Annes Tod stattfinden. Sie sicherte Franz’ Anspruch auf den französischen Thron.
Schließlich wurde ihr Sohn nach dem Tod Ludwigs XII. am 1. Januar 1515 König. Von ihm erhielt Luise die Grafschaft Angoulême, die in den Rang eines Herzogtums erhoben wurde. Hinzu kam das Herzogtum Anjou und die Grafschaft Maine. Von 1515 bis zu ihrem Tod nahm sie wesentlichen Einfluss auf die Regierung.
In der kritischen Situation nach der Schlacht von Pavia 1525, bei der ihr Sohn in Gefangenschaft geriet, zeigte sie sich der Notlage gewachsen und sorgte dafür, dass die Ordnung im Königreich aufrechterhalten wurde. Sie verfuhr sehr geschickt, um Heinrich VIII. von England vom kaiserlichen Bündnis zu trennen und erreichte im August dann den Frieden von Moore.
Andererseits setzte sie sich auch leidenschaftlich für ihre eigenen Interessen ein. Als ihre Nichte, Herzogin Suzanne de Bourbon, 1521 ohne überlebende Nachkommen starb und deren Witwer Charles III. de Bourbon rechtmäßig Anspruch auf die Herzogtümer Bourbon und Montpensier erhob, scheint sie wesentlichen Anteil daran gehabt zu haben, dass Franz diese für die Hauptlinie der Bourbonen einzog, wodurch Charles bis zum Verrat getrieben wurde.
Luise handelte mit Margarete von Österreich den am 5. August 1529 abgeschlossenen sogenannten Damenfrieden von Cambrai aus, der den Krieg zwischen ihrem Sohn Franz I. und Kaiser Karl V. beendete.
Als Luise 1531 starb, gliederte Franz ihre Gebiete wieder in das Königsgut ein, nämlich das Bourbonnais, Beaujolais, Auvergne, Marche, Angoumois, Maine und Anjou.
Sie wurde in der Grablege der französischen Könige, der Basilika Saint-Denis, beigesetzt. Bei der Plünderung der Königsgräber von Saint-Denis während der Französischen Revolution wurde ihr Grab am 20. Oktober 1793 geöffnet und geplündert, ihre Überreste wurden in einem Massengrab außerhalb der Kirche beerdigt. Ihr Herz wird in der Kathedrale Notre-Dame de Paris aufbewahrt.

## Wertung
Der französische Historiker Jean Orieux schreibt in seiner Biographie Katharina von Medici, sie habe nicht nur im Namen ihres Sohnes (Franz I.) ausgezeichnete Entscheidungen getroffen, „sondern leider auch an dem größten Unglück, das während der Regierungszeit Franz’ I. über Frankreich hereinbrach, in hohem Maße“ Anteil gehabt, denn durch das verbitterte Überlaufen des Prinzen Bourbon kam es maßgeblich nicht nur zur Niederlage bei Pavia, der Gefangenschaft des Königs selbst, „der Verlust Italiens, der Niederlande, des Artois, und schließlich die Notwendigkeit, jenes ungeheure Lösegeld aufzubringen, das der Kaiser als Preis für den Frieden, die Freiheit der Prinzen und den Verzicht auf Burgund forderte.“ Auch wäre es nicht zur Brandschatzung Roms im Mai 1527 durch die Truppen des Prinzen von Bourbon gekommen.